# Steel Pulse
Steel Pulse è una delle più grandi band di reggae della Gran Bretagna, in termini di successo creativo e commerciale. Gli Steel Pulse hanno cominciato a suonare le radici autentiche del reggae contaminandole col jazz e la musica latina, guadagnando un pubblico notevole in tutto il mondo. Il loro debutto è stato nel 1978 con l'album "Handsworth Revolution", da molti critici ancora considerato come un elevato punto di riferimento del reggae inglese. Prima della fine degli anni ottanta, gli Steel Pulse vinsero un Grammy diventando a pieno titolo gli esponenti di spicco del crossover. Negli anni successivi la band è poi tornata ai suoni roots, aggiungendo miscelazioni dancehall e hip-hop.

## Storia del gruppo

### La Formazione
Il gruppo si costituisce nel 1975 a Birmingham, in Inghilterra, in particolare nella zona del ghetto di Handsworth. I membri fondatori erano i compagni di scuola David Hinds (prima voce del gruppo, chitarra), Basil Gabbidon (chitarra) e Ronnie "Stepper" McQueen (basso). Provenienti da famiglie operaie immigrate indiane e senza alcuna esperienza musicale, i quattro impegnano molto tempo per affinare il loro stile prima di presentarsi al pubblico, ispirandosi alle sonorità Roots dei Wailers, Burning Spear e alla scena jamaicana. Fu probabilmente McQueen a suggerire il nome del gruppo che ben presto completò la propria fisionomia con l'acquisizione del batterista Steve "Grizzly" Nisbett, del tastierista/cantante Selwyn "Bumbo" Brown, del percussionista/cantante Alfonso "Fonso" Martin, e di chi sarebbe diventata la voce ufficiale, il cantante Michael Riley.

### I primi concerti
Gli Steel Pulse inizialmente hanno avuto difficoltà a fare concerti in quanto i vari club in cui si presentavano sembravano riluttanti a lasciare il palco ad un gruppo che propugnava la "sovversiva" cultura rasta. Storicamente in quel medesimo periodo il movimento punk stava aprendo nuove strade per la musica in tutta la Gran Bretagna, e non fu difficile per il gruppo trovare una "parentela spirituale" con il clima di protesta che si stava formando. In linea con lo spirito dei tempi, gli Steel Pulse sviluppano uno spettacolo teatrale che miscela la critica sociale con l'umorismo e la satira; durante gli spettacoli alcuni dei membri della band si presentavano al pubblico vestiti con costumi che deridevano gli archetipi tradizionali inglesi (Riley era un vicario, McQueen indossava una bombetta da aristocratico, Martin un valletto servitore ecc.). In quel periodo la band pubblica due singoli, "Kibudu, Mansetta e Abuku" e "Love Nyah", tramite piccole etichette indipendenti, che però gli consente di essere notati e messi a contratto dalla Island Records, storica etichetta reggae.

### Gli anni con Island
Il primo singolo degli Steel Pulse uscito per Island è stato "Ku Klux Klan" un successo, poi diventato un classico, che ha contribuito a dare alla band un alto impatto visivo anche grazie aglisgargianti costumi usati nei concerti. Il loro album di debutto esce nel 1978 col titolo Handsworth Revolution e viene salutato come un classico del reggae britannico da molti fan e critici, grazie anche a brani come la title track, "Macka Splaff", "Prodigal Son" e "Soldiers". Riley lasciò la band prima che il secondo album, "Tribute to the Martyrs", venisse pubblicato nel 1979; un lavoro caratterizzato da brani come "Sound System" e "Babylon Makes The Rules", che permisero alla band diconsolidare la propria reputazione di rifiutare compromessi alla critica politica. Questa reputazione però scompare con "Caught You", del 1980, un insieme più pop dedicato agli amanti del rock chestrizzava l'occhio al mercato americano. Per questo motivo, nonostante l'opposizione dei manager della Island Records, la band iniziò un tour negli Stati Uniti denominato "Reggae Fever" che ebbe un buon successo ma che sancì la rottura definitiva con la Island.

### Il trasferimento a Elektra/Asylum
Gli Steel Pulse vengonioquindi messi a contratto dalla Elektra/Asylum, con cui pubblicano una versione LP della loro iplay-list presentata come band headliner al Festival Reggae Sunsplash 1981. Il loro primo album in studio con la nuova Casa esce nel 1982: "True Democracy" che presenta brani più equilibrati ed un ritorno alla coscienza sociale che riporta la band alle luci iniziali. L'album è diventato il primo in America, nella classifica pop e R&B. L'album successivo, "Earth Crisis", viene pubblicato nel 1984 e si avvale della collaborazione del produttore Jimmy "Senyah" Haynes.
Durante la realizzazione dell'album "Babylon the Bandit" uscito nel 1986 alcuni membri fondatori della band, tra cui Gabbidon McQueen, lasciarono il gruppo alla fine delle sessioni di registrazione, in fase di produzione furono sostituiti dal chitarrista Bryan Carlton e dal bassista Alvin Ewen. L'album si avvale ancora dello sforzo di Haynes come produttore e si presenta come il lavoro più lucido e vicino alle melodie synth della band fino ad oggi. L'album è stato trascinato dal potente singolo "Not King James Version", ed ha vinto un Grammy come Miglior Album Reggae dell'anno.

### Gli anni successivi
Nel 1988 gli Steel Pulse pubblicano "State Of Emergency", il loro album più esplicitamente influenzato dal crossover e successivamente partecipano con il brano "Can't Stand It" alla colonna sonora del classico di Spike Lee Do the Right Thing. Nel 1991 pubblicano un altro album, rivolto ad un pubblico più commerciale, che ottiene una nomination al Grammy Awards come migliore album reggae; l'album è "Victims" da cui viene estratto il singolo "Taxi Driver". Il testo della canzone si rifà all'azione intrapresa dagli Steel Pulse alla Corte Suprema contro la "New York City Taxi and Limousine Commission", accusata dalla band di discriminazione contro i neri e, in particolare, i rastafariani.
Nello stesso anno un altro fondatore del gruppo, "Fonso" Martin, lascia la band riducendo gli Steel Pulse ad un trio con Hinds, Nisbett e Brown. La band di supporto è ancora capitanata da Ewen cui si aggiungono il chitarrista Clifford "Moonie" Pusey, il tastierista Sidney Mills, il trombettista Kevin Batchelor, il sassofonista Jerry Johnson e il trombonista Clark Gayton.
Nel 1992 l'album live "Rastafari Centennial" segna il ritorno alle radici musicali del gruppo che si guadagna un'altra nomination ai Grammy. L'anno seguente, si esibiscono al concerto celebrativo di Bill Clinton, ed è la prima band reggae a comparire in un evento del genere. Del 1994 è invece l'album in studio "Vex Steel Pulse", che rappresenta il ritorno alle sonorità classiche del Roots reggae, ma con un cenno alla dancehall contemporanea. L'album vede numerosi ospiti di riguardo e un'attenzione alla produzione digitale. Nel 1997 esce "Rage And Fury", che continua sulla stessa strada, anch'esso nominato per un Grammy. Nel 1999, il gruppo pubblicato un'altra raccolta di esibizioni dal vivo, "Living Legacy".
Il gruppo rimane silente per 7 anni, mentre i membri si dedicavano a progettisolisti o collaborazioni varie; gli Steel Pulse tornato quindi nel 2004 con "African Holocaust", e ancora una volta la band accusa altre defezioni: David Hinds (voce, chitarra ritmica) e Selwyn Brown (tastiere, cori), sono gli unici a rimanere dalla formazione originale della band, con un gruppo nutrito di musicisti di supporto. L'album vince una nomination ai Grammy Awards per il miglior disco reggae dell'anno.

## Discografia

### Album
- Handsworth Revolution (1978)
- Tribute To The Martyrs (1979)
- Caught You (Reggae Fever) (1980)
- True Democracy (1982)
- Earth Crisis (1984)
- Babylon The Bandit (1986)
- State Of Emergency (1988)
- Victims (1991)
- Vex (1994)
- Rage And Fury (1997)
- African Holocaust (2004)

#### Album live
- Rastafari Centennial - Live From Paris (1992)
- Living Legacy (1999)
- Live From The Archives (2003)

### Raccolta
- Smash Hits (1993)
- Rastanthology (1996)
- Reggae Greats (1997)
- Sound System: The Island Anthology (1997)
- Ultimate Collection (2000)
- 20th Century Masters: The Best Of Steel Pulse (2004)
- Rastanthology II: The Sequel (2006)